# Rusko-švedska vojna (1741–1743)
Rusko-švedska vojna se je začela leta 1741 z švedskim napadom na Rusijo z namenom pridobitve izgubljenih ozemelj v veliki severni vojni. Vojna se je končala leta 1743 s švedsko izgubo še nadaljnjih ozemlj, ki so bila dodana Guverniji Viborg.